# Флорит, Эрменеджильдо
Эрменеджильдо Флорит (итал. Ermenegildo Florit; 5 июля 1901, Фаганья, королевство Италия — 8 декабря 1985, Флоренция, Италия) — итальянский кардинал. Титулярный архиепископ Герополи ди Сирия и коадъютор Флоренции с 12 июля 1954 по 9 марта 1962. Архиепископ Флоренции с 9 марта 1962 по 3 июня 1977. Кардинал-священник с 22 февраля 1965, с титулом церкви Регина Апостолорум с 25 февраля 1965.